# Brian Rasmussen
Brian Rasmussen (ur. 5 stycznia 1967 we Fredericii) – duński piłkarz występujący na pozycji napastnika.

## Kariera klubowa
Rasmussen karierę rozpoczynał w sezonie 1986 w pierwszoligowym zespole Vejle BK. Spędził tam 5 sezonów, a w 1992 roku odszedł do B 1903 i w sezonie 1991/1992 wywalczył z nim wicemistrzostwo Danii. Następnie w wyniku fuzji B 1903 z KB, od sezonu 1992/1993 występował w FC København. W sezonie 1992/1993 zdobył z nim mistrzostwo Danii.
W 1993 roku Rasmussen wrócił do Vejle, grającego w drugiej lidze. W sezonie 1994/1995 awansował z nim do pierwszej ligi. W trakcie sezonu 1995/1996 odszedł do drugoligowej drużyny FC Fredericia. W sezonie 1996/1997 spadł z nią do trzeciej ligi, a w 1998 roku zakończył karierę.

## Kariera reprezentacyjna
W reprezentacji Danii Rasmussen zadebiutował 23 sierpnia 1989 w przegranym 0:3 towarzyskim meczu z Belgią. W latach 1989–1990 w drużynie narodowej rozegrał 3 spotkania.